# Integracyjne Centrum Sportu i Rekreacji
Integracyjne Centrum Sportu i Rekreacji im. Stanisława Kruszewskiego (ICSiR) – wielofunkcyjny obiekt sportowo-rekreacyjny zlokalizowany w Józefowie, będący ważnym miejscem dla mieszkańców miasta i okolic. ICSiR to także jednostka budżetowa miasta Józefowa zarządzająca innymi obiektami rekreacyjno-sportowymi na terenie miasta. 

## Historia budowy
Budowa obiektu rozpoczęła się w 2000 r. i była podzielona na 2 etapy – budowę krytej pływalni, która rozpoczęła działalność w 2001 r. oraz budowę hali widowiskowo-sportowej, która została oddana do użytku w 2002 r. Inwestycja była realizowana z myślą o stworzeniu nowoczesnego obiektu, który zaspokoi potrzeby sportowe i rekreacyjne mieszkańców Józefowa oraz okolicznych miejscowości. Projekt został sfinansowany wyłącznie ze środków miejskich. Budowę obiektu przeprowadziła firma Mitex S.A. (obecnie Eiffage Polska Budownictwo SA).

## Patron obiektu
Śp. Stanisław Kruszewski był burmistrzem Józefowa w latach 1998 – 2018 i inicjatorem budowy Integracyjnego Centrum Sportu i Rekreacji. Przez wiele lat angażował się w rozwój kultury fizycznej w Józefowie. Jego zasługi dla lokalnej społeczności oraz pasja do sportu przyczyniły się do nadania jego imienia temu obiektowi. 

## Obiekty zarządzane przez ICSiR
Integracyjne Centrum Sportu i Rekreacji zarządza następującymi obiektami:
- Basen sportowy z niecką o wymiarach 25 m x 12,5 m (6 torów),
- Hala sportowa o wymiarach 44 m x 22 m, przystosowana do gry w futsal, koszykówkę, siatkówkę, piłkę ręczną oraz inne dyscypliny sportowe,

- Sala fitness,

- Boiska zewnętrzne do piłki nożnej, koszykówki i siatkówki zlokalizowane przy ul. Długiej,

- Place zabaw zlokalizowane przy:
  - ul. Wroniej
  - ul. Parkowej,
  - ul. 3 Maja,
  - ul. Długiej.

- Place zabaw wraz z siłownią zewnętrzną, zlokalizowane przy:
  - ul. Asnyka
  - ul. Małej,
  - ul. Godebskiego,
  - ul. Ks. Malinowskiego,
  - ul. Moniuszki,

- Skwer z huśtawką przy ul. Skorupki,
- Skwer im. św. Jana Pawła II wraz z placem zabaw i siłownią zewnętrzną,
- Plac do ćwiczeń kalisteniki przy ul. Polnej,
- Plac do ćwiczeń siłowych (kalistenika, parkour) przy ul. Asnyka,
- Skatepark przy ul. Wawerskiej,
- Nieogrodzone siłownie zewnętrzne zlokalizowane przy:
  - ul. Błękitnej,
  - ul. Wyszyńskiego,

- miasteczko ruchu drogowego przy ul. Wawerskiej,
- boiska sportowe zlokalizowane przy:
  - ul. Wroniej,
  - ul. Świderskiej,
- plac aktywnego wypoczynku przy ul. Wawerskiej,
- teren rekreacyjny nad rzeką Świder, zrealizowany w ramach projektu „Przywrócić Świder Mieszkańcom”,
- teren rekreacji i wypoczynku przy ul. Wawerskiej w Józefowie „Z górki na pazurki”,
- konstrukcję do treningu sportowego z torem przeszkód typu ninja, przy ul. Ekologicznej,
- miejskie tereny sportowo-rekreacyjne (boiska sportowe, plac zabaw, siłownia zewnętrzna) przy ul. Dolnej,
- sale treningowe przy ul. Sienkiewicza.

## Wyposażenie obiektu
- Basen: Niecka basenu ma wymiary 25 m x 12,5 m (6 torów) i głębokość od 1,2 m do 1,8 m. Średnia temperatura wody wynosi 27° C. Pływalnia jest wyposażona w  nowoczesny system uzdatniania wody z użyciem filtrów UV. Na basenie znajduje się trybuna z pojemnością 190 miejsc siedzących. Istnieje możliwość uczestniczeniu w nauce / doskonaleniu pływania w zajęciach grupowych oraz indywidualnych oraz zajęcia z aqua aerobiku.

- Basen rekreacyjny o głębokości 0,9 i 1,35 m i średniej temperaturze 32° C z systemem masaży podwodnych (aquajety, bicze wodne), powietrznych (gejzer) i powietrzno-wodnym (grzybek, bryza morska).

- Sauna sucha fińska jako doskonałe uzupełnienie oferty rekreacyjnej.
- Jacuzzi z hydromasażem – średnia temperatura w jacuzzi wynosi 35° C.
- Kręta zjeżdżalnia o długości 80 m i różnicy poziomów 9 m.
- Hala sportowa o wymiarach 44 m x 22 m z pojemnością blisko 150 miejsc siedzących. Jest przystosowana do organizacji meczów, treningów oraz innych wydarzeń sportowych. Całość można podzielić używając specjalnych siatek, uzyskując 3 części (środkowa o wymiarach: 16×22 m, skrajne części: 14×22 m). W trakcie roku szkolnego od poniedziałku do piątku w godzinach 8:00–16:00 z hali korzystają uczniowie Szkoły Podstawowej nr 3 im. Łączniczek Armii Krajowej w Józefowie. Natomiast po godzinie 16:00 i w weekendy istnieje możliwość wynajmu hali sportowej.
- Sala fitness: Obiekt oferuje zajęcia grupowe, takie jak aerobik, joga czy pilates.

Obiekt jest w pełni przystosowany do korzystania przez osoby niepełnosprawne. Wyposażony jest w specjalne podjazdy, dwie szatnie z pełnym węzłem sanitarnym i uchwytami dla niepełnosprawnych. W wodzie odbywa się nauka / doskonalenie pływania oraz aqua aerobik.

## Wydarzenia sportowe i kulturalne
W ICSiR odbywają się liczne wydarzenia sportowe, takie jak turnieje halowej piłki nożnej, siatkówki, karate, szachowe, zawody pływackie. Dodatkowo, Integracyjne Centrum Sportu i Rekreacji organizuje również wydarzenia poza głównym obiektem, takie jak biegi uliczne, rajdy rowerowe czy bierze aktywny udział w promocji „morsowania”. W przeszłości gościło m.in. regionalne zawody pływackie, turnieje szkolne, eventy promujące zdrowy styl życia czy wydarzenia o charakterze charytatywnym.

## Zawody
Zarówno na pływalni krytej, jak i w hali sportowo-widowiskowej organizowane są imprezy rekreacyjno-sportowe: zawody pływackie, turnieje piłki nożnej, koszykówki, piłki siatkowej.
W 2004 roku obiekt był gospodarzem kilku meczów międzypaństwowych w piłce ręcznej:
- Polska – Dania
- Polska – Białoruś
- Polska – Serbia
- Polska – Francja

W 2007 roku na hali odbywała gala boksu zawodowego.

## Znaczenie dla społeczności
Integracyjne Centrum Sportu i Rekreacji im. Stanisława Kruszewskiego odgrywa kluczową rolę w promowaniu aktywności fizycznej oraz integracji społecznej w Józefowie. Dzięki szerokiej ofercie obiekt jest chętnie odwiedzany przez mieszkańców w każdym wieku, a także przez szkoły, kluby sportowe i organizacje pozarządowe.

## Źródła
- Zarządzenie Nr 271/2023 Burmistrza Miasta Józefowa z dnia 29 grudnia 2023 r. w sprawie przekazania w administrowanie obiektów budowlanych będących własnością Miasta Józefów - https://jozefow.bip.eur.pl/public/getFile?id=581340
- Zarządzenie Nr 244/2024 Burmistrza Miasta Józefowa z dnia 30 grudnia 2024 r. zmieniające zarządzenie w sprawie przekazania w administrowanie obiektów budowlanych będących własnością Miasta Józefów - https://jozefow.bip.eur.pl/public/getFile?id=601627
- Strona internetowa ICSiR - https://www.icsir.pl/